# Chardeny
Chardeny település Franciaországban, Ardennes megyében. Lakosainak száma 57 fő (2022. január 1.). Chardeny Chuffilly-Roche, Coulommes-et-Marqueny, Grivy-Loisy és Quilly községekkel határos.

## Népesség
A település népességének változása:
| Lakosok száma | 40   | 38   | 40   | 39   | 41   | 45   | 55   | 60   | 61   | 57   |
|               | 1968 | 1982 | 1990 | 2006 | 2013 | 2015 | 2017 | 2019 | 2020 | 2022 |